# Kanton Argonne Suippe et Vesle
Kanton Argonne Suippe et Vesle is een kanton van het Franse departement Marne. Het kanton maakt deel uit van het arrondissement Châlons-en-Champagne. Het heeft een oppervlakte van 1426,59 km² en telt 22 609 inwoners in 2017, dat is een dichtheid van 16 inwoners/km².
Het kanton Argonne Suippe et Vesle werd opgericht bij decreet van 21 februari 2014 met uitwerking in maart 2015 en omvat volgende 79 gemeenten:
- Argers
- Auve
- Belval-en-Argonne
- Berzieux
- Binarville
- Braux-Sainte-Cohière
- Braux-Saint-Remy
- Bussy-le-Château
- Cernay-en-Dormois
- La Chapelle-Felcourt
- Les Charmontois
- Le Châtelier
- Châtrices
- Chaudefontaine
- Le Chemin
- La Cheppe
- Contault
- Courtémont
- Courtisols
- La Croix-en-Champagne
- Cuperly
- Dampierre-le-Château
- Dommartin-Dampierre
- Dommartin-sous-Hans
- Dommartin-Varimont
- Éclaires
- Élise-Daucourt
- Épense
- Florent-en-Argonne
- Fontaine-en-Dormois
- Givry-en-Argonne
- Gizaucourt
- Gratreuil
- Hans
- Herpont
- Jonchery-sur-Suippe
- Laval-sur-Tourbe
- Maffrécourt
- Malmy
- Massiges
- Minaucourt-le-Mesnil-lès-Hurlus
- Moiremont
- La Neuville-aux-Bois
- La Neuville-au-Pont
- Noirlieu
- Passavant-en-Argonne
- Poix
- Rapsécourt
- Remicourt
- Rouvroy-Ripont
- Saint-Hilaire-le-Grand
- Saint-Jean-sur-Tourbe
- Saint-Mard-sur-Auve
- Saint-Mard-sur-le-Mont
- Saint-Remy-sur-Bussy
- Saint-Thomas-en-Argonne
- Sainte-Marie-à-Py
- Sainte-Menehould
- Servon-Melzicourt
- Sivry-Ante
- Somme-Bionne
- Somme-Suippe
- Somme-Tourbe
- Somme-Vesle
- Somme-Yèvre
- Sommepy-Tahure
- Souain-Perthes-lès-Hurlus
- Suippes
- Tilloy-et-Bellay
- Valmy
- Verrières
- Le Vieil-Dampierre
- Vienne-la-Ville
- Vienne-le-Château
- Ville-sur-Tourbe
- Villers-en-Argonne
- Virginy
- Voilemont
- Wargemoulin-Hurlus